# Podgorni (Rodnikí)
|  | Per a altres significats, vegeu «Podgorni». |

Podgorni - Подгорный (rus) és un khútor del krai de Krasnodar, a Rússia. És a la vora dreta del Bélaia (afluent del riu Kuban). És a 5 km al nord-oest de Belorétxensk i a 79 km al sud-est de Krasnodar. Pertany al possiólok de Rodnikí.